# Androgyny (Garbage)
Androgyny is een single van de Amerikaanse band Garbage. Het is de eerste single van hun derde studioalbum Beautiful Garbage.
Met "Androgyny" laat Garbage een iets meer R&B- en funk-georiënteerd geluid horen dan de band eerder deed. Volgens drummer Butch Vig hebben de bandleden zich voor het nummer laten inspireren door Timbaland en Dr. Dre. De plaat flopte in Amerika, maar werd wel een bescheiden hit in een aantal Europese landen. Zo bereikte het de 24e positie in het Verenigd Koninkrijk. In het Nederlandse taalgebied was het nummer iets minder succesvol; met in Nederland een 4e positie in de Tipparade, en in Vlaanderen een 10e positie in de Tipparade.